# Stazione di Muffa
Stazione di Muffa vasútállomás Olaszországban, Crespellano településen.

## Vasútvonalak
Az állomást az alábbi vasútvonalak érintik:
- Casalecchio–Vignola-vasútvonal

## Kapcsolódó állomások
A vasútállomáshoz az alábbi állomások vannak a legközelebb:
- Stazione di Bazzano (Stazione di Vignola, Casalecchio–Vignola-vasútvonal)
- Stazione di Crespellano (Stazione di Casalecchio Garibaldi, Casalecchio–Vignola-vasútvonal)